# Jump Off Joe
Der Jump off Joe ist ein Härtling in den Horse Heaven Hills südlich von Kennewick im US-Bundesstaat Washington. Er überragt die Tri-Cities und ist im größten Teil der Region weithin sichtbar, selbst aus den Countys Umatilla und Morrow in Oregon. Eine Schotterpiste erreicht den Gipfel von Süden über einen steilen Anstieg hinweg. An klaren Tagen können die Besucher den Mount Hood, den Mount Adams und den Mount Rainier in der Ferne sehen.
Die große Prominenz des Jump off Joe macht ihn zum idealen Ort für die Aufstellung von Sendemasten für Radio, Fernsehen und Telekommunikation; zu den errichteten Sendemasten gehört einer für den Amateurfunk, welcher den Großteil des Columbia Basin abdeckt. Zwei Haupt-Fernsehstationen, der NBC-Ableger KNDU-TV und der ABC-Ableger KVEW haben ihre Sendemasten auf dem Berg errichtet. UKW-Sender mit Transmittern auf dem Gipfel sind u. a. KUJ-FM und KORD-FM.

## Geologie
Der Jump off Joe und die höheren Horse Heaven Hills sind geologisch gesehen Antiklinalen innerhalb des Yakima Fold Belt. Der Belt (deutsch Gürtel) stellt eine Serie von Verwerfungen dar, die sich über das südliche zentrale Washington erstreckt und Teil des größeren Olympic-Wallowa-Lineaments sind. Das Lineament verläuft von Port Angeles bis zu den Wallowa Mountains in Nordost-Oregon.
Die Gesteine in der Region sind überwiegend Basalte und als solche Teil der Columbia River Basalt Group. Es wird angenommen, dass der Ursprung der Lavaflüsse am Yellowstone-Hotspot zu finden ist, der vor etwa 10 … 15 Millionen Jahren im heutigen West-Idaho lag. Diese Lavaflüsse bedeckten große Teile des heutigen Washington und Oregon bis zum Pazifik mit Basalten von bis zu 5.900 ft (ca. 1.800 m) Mächtigkeit.
Während der letzten Eiszeit dehnten sich die Eisschilde bis in den heutigen Idaho Panhandle, blockierten den Abfluss des Clark Fork River und schufen den Lake Missoula. Über einen Zeitraum von 2.000 Jahren führte der Druck des angestauten Wassers zu Dammbrüchen, die gewaltige Fluten zum Pazifik abfließen ließen. Diese Fluten stauten sich erneut an den Horse Heaven Hills und flossen über die Wallula Gap, wenige Meilen südöstlich, ab, wobei sie das Durchbruchstal erweiterten.

## Klima und Natur

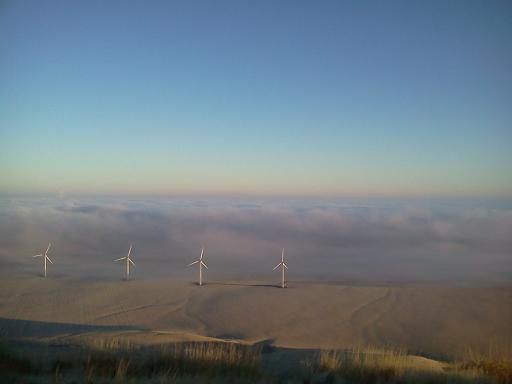
Windkraftanlagen vom Gipfel des Jump off Joe aus

Der Jump off Joe liegt in einem Gebiet mit semiaridem Klima im Regenschatten der Kaskadenkette. Mit einer Höhe von etwa 2.000 ft (610 m) über dem Niveau des Columbia River gibt es auf dem Jump off Joe mehr Schnee als in den Tri-Cities, der über den Großteil des Winters hinweg auch nicht schmilzt. Starke Winde in der Region bieten ausgezeichnete Möglichkeiten für die Installation von Windkraftanlagen zur Energieerzeugung. Wie der größte Teil des zentralen Columbia Basin ist auch der Jump off Joe baumfrei. Die Vegetation besteht vor allem aus Gräsern und Wüsten-Beifuß.
Die jährlichen Niederschlagsmengen, gemessen am nächstgelegenen Flughafen, dem Tri-Cities Airport in Pasco, betragen 7,94 in (201,7 mm). Die Tagestemperaturen im Sommer können 100 °F (37,8 °C) übersteigen. Der Jump off Joe liegt bei Inversionswetterlagen, die im Columbia Basin unter Hochdruckeinfluss im Winter entstehen, gelegentlich oberhalb der Wolken.